# 索科洛韋 (伊瓦尼夫卡區)
47°5′36″N 30°36′23″E / 47.09333°N 30.60639°E
索科洛韋（烏克蘭語：Соколове）是位於烏克蘭西南部的村莊，由敖德萨州贝雷济夫卡区的科諾普利亞內市鎮負責管轄。該村始建於1993年，面積3.17平方公里，2001年人口129，人口密度每平方公里40.66人。